# 島根県立矢上高等学校
島根県立矢上高等学校（しまねけんりつやかみこうとうがっこう, Shimane Prefectural Yakami High School）は島根県邑南町矢上にある県立高等学校。県内唯一の産業技術科と普通科2クラスからなる3クラス制である。

## 概要
歴史

設置課程・学科
全日制課程 2学科
- 普通科
- 産業技術科

校訓
- 腕に覚えのある人間
- 筋金の通った人間
- おもいやりのある人間

教育方針
教育基本法の精神に則り、徳育・知育・体育のバランスを配慮しながら生徒を育成し、当地域における本校の立場を認識して、生徒ひとりひとりが適切な進路選択をし、この自己実現に努めさせる。
教育目標
1. 教養と人間性豊かな人を育てる。
2. 人権を尊重し、主体的に行動する人を育てる。
3. 誠実で責任感のある人を育てる。
4. 勤勉で勤労を尊ぶ人を育てる。
5. 豊かな情操と創造性のある人を育てる。

## 沿革
高等小学校・実業補習学校・青年学校時代
- 1893年（明治25年）10月18日 - 組合立高等小学校が設置される。
- 1914年（大正3年）4月1日 - 高等小学校に「矢上村立実業補習学校」が併設される。
- 1921年（昭和10年）5月 - 青年学校令により、矢上村立実業補習学校が「矢上村青年学校」に改称。

実業学校時代
- 1926年（昭和21年）3月31日 - 島根県知事の認可により、通年制の乙種実業学校となり、「青年農芸学校」（男子部）・「青年家政女学校」（女子部）と改称。
- 1927年（昭和22年）
  - 3月31日 - 「矢上村立実業学校」に改称。農林科と家政科の2学科を設置。
  - 12月28日 - 矢上村の町制施行により「矢上町立実業学校」に改称。

新制高等学校
- 1948年（昭和23年）- 創立年
  - 4月1日 - 学制改革（六・三・三制の実施、新制高等学校の発足）により、実業学校が廃止され、県立移管の上新制高等学校「島根県立矢上高等学校」（現校名）が発足。
    - 普通科を設置。初代校長に岡磯吉が就任。

  - 4月10日 - 開校式および入学式を挙行。（入学者数:第1学年91名+第2学年49名+第3学年31名=計171名[1]）
  - 10月1日 - 定時制田所分校を設置。
  - 12月24日 - 新校舎が完成。
- 1949年（昭和24年）4月1日 - 農林科を設置。
- 1950年（昭和25年）
  - 4月10日 - 運動場の拡張が完了。
  - 10月24日 - 講堂が完成。
- 1954年（昭和29年）
  - 1月8日 - 寄宿舎が完成し、「明渓寮」と命名。
  - 4月1日 - 定時制今市分校を設置。
- 1956年（昭和31年）11月22日 - 第3校舎が完成。
- 1957年（昭和32年）4月1日 - 家庭科を設置。
- 1959年（昭和34年）5月31日 - プールが完成。
- 1960年（昭和35年）4月1日 - 今市分校を島根県立浜田高等学校へ移管。
- 1963年（昭和38年）6月15日 - 特別教室が完成。
- 1965年（昭和40年）4月1日 - 定時制田所分校が全日制普通科に転換し、瑞穂分校と改称。
- 1968年（昭和43年）10月17日 - 屋内運動場が完成。
- 1975年（昭和50年）12月 - クラブ部室が完成。
- 1977年（昭和52年）
  - 2月 - 家庭科の募集を停止し、農業科の中に農業コースと生活コースを設置。
  - 3月 - 校舎前面の進入路が完成。
- 1979年（昭和54年）
  - 3月30日 - 寄宿舎（管理・男子棟）が完成。
  - 9月3日 - 寄宿舎（女子棟）が完成。
- 1980年（昭和55年）- 新校舎・卒業生会館が完成。
- 1985年（昭和60年）3月31日 - 瑞穂分校を廃止。
- 1968年（昭和63年）
  - 7月30日 - 学校正面進入路が完成。
  - 11月19日 - 正面進入路に門柱を設置。
- 1989年（平成元年）4月1日 - 硬式野球部を創設。
- 1992年（平成4年）3月 - 柔剣道場・卓球場が完成。武道場を解体。
- 1993年（平成5年）4月1日 - 学科改編により、農業科を産業技術科とする。
- 1994年（平成6年）5月7日 - 産業技術棟が完成。
- 1996年（平成8年）11月10日 - 産業技術科第1回産業祭を実施。
- 1998年（平成10年）5月28日 - 第二農場畜産実施棟が完成。
- 2000年（平成12年）
  - 2月14日 - 硬式野球雨天練習場が完成。
  - 10月 - 実習用マイクロバスを導入。
- 2002年（平成14年）11月 - 屋内運動場・パソコン教室・音楽教室が完成。
- 2004年（平成16年）3月 - 校舎および寮のリフレッシュ・耐震工事が完了。
- 2006年（平成18年）
  - 4月1日 - 寄宿舎（明渓寮）の土日開寮・地域住民向け授業参観講座を開設。男子ソフトテニス部を創設。
  - 11月 - 矢上高校産業祭を全校体制で実施。
- 2007年（平成19年）8月20日 - 第2寮「上京寮」を開寮。

## 部活動
運動部
- バレーボール部
- バスケットボール部
- 硬式野球部
- ソフトテニス部
- 卓球部
- バドミントン部
- 剣道部
- 陸上部

文化部
- 演劇部
- 美術部
- 写真部
- 茶華道部
- 吹奏楽部
- 自然科学部

同好会
- ボランティア同好会
- 放送同好会

## 著名な出身者
- 酒井順也（元プロ野球選手）
- 日高慎二（X+のメンバー）
- 中村輝夫（元日本化薬社長）